# بيتر مارتن أنكر
بيتر مارتن أنكر (بالنرويجية البوكمول: Peter Martin Anker)‏ هو دبلوماسي نرويجي، ولد في 21 مارس 1903، وتوفي في 7 يناير 1977.